# Camenca
Camenca (ryska: Каменка) är en ort i Moldavien. Den ligger i distriktet Telenești, i den norra delen av landet, vid östra sidan av floden Dnestr i den autonoma regionen Transnistrien. Camenca ligger 36 meter över havet och antalet invånare är 11 072.
Terrängen runt Camenca är platt norrut, men söderut är den kuperad. Trakten runt Camenca består till största delen av jordbruksmark.